# Matsubarichthys inusitatus
Matsubarichthys inusitatus är en fiskart som beskrevs av Poss och Johnson, 1991. Matsubarichthys inusitatus ingår i släktet Matsubarichthys och familjen Aploactinidae. Inga underarter finns listade i Catalogue of Life.